# Henrique Almeida Caixeta Nascentes
Henrique Almeida Caixeta Nascentes, genannt Henrique Almeida, (* 27. Mai 1991 in Brasília) ist ein brasilianischer Fußballspieler. Der Rechtsfuß wird als Sturmspitze oder rechter Flügelstürmer eingesetzt.

## Karriere

### Verein
Henrique Almeida startete seine Laufbahn u. a. in der Jugendmannschaft des FC São Paulo. 2009 schaffte er den Sprung in den Profikader und bestritt in der Staatsmeisterschaft von São Paulo am 8. März sein erstes Profispiel gegen den Mogi Mirim EC. Er wurde hier in der 65. Minute eingewechselt. Ebenfalls durch eine Einwechslung kam der Spieler am 22. November 2009 zu seinem ersten Erstligaeinsatz. Im Spiel gegen den Botafogo FR wurde er in der 85. Minute eingewechselt.
Im Folgejahr 2010 kam er bereits häufiger zum Einsatz. In der Saison erzielte er in der Staatsmeisterschaft auch sein erstes Tor als Profi. Dieses fiel am 19. Februar 2010 gegen Grêmio Barueri. Zur Meisterschaftsrunde 2010 wurde Henrique Almeida dann an den EC Vitória. Für diesem erzielte er dann seine ersten Tore im Ligabetrieb. Am 15. August traf er beim 4:2 gegen den FC Santos in der 20. und der 45. Minute. Nach seiner Rückkehr zu São Paulo wurde der Spieler in der Winterpause 2011/12 nach Spanien an den FC Granada ausgeliehen. Die Leihe dauerte nur bis zur Sommerpause. São Paulo lieh den Spieler gleich weiter aus. Seine nächste Station war der Ligakonkurrent Sport Recife.
Zur Saison 2013 wechselte Henrique Almeida fest zum Botafogo FR nach Rio de Janeiro. Mit diesem konnte er mit dem Gewinn der Staatsmeisterschaft von Rio de Janeiro seinen ersten Erfolg feiern. 2014 startete er mit Botafogo noch in die Staatsmeisterschaft von Rio. Auch bestritt er mit dem Klub auch sein erstes Spiel auf internationaler Klubebene. In der Copa Libertadores 2014 spielte er am 6. Februar gegen Deportivo Quito und erzielte in der 90. Minute das Tor zum 4:0-Entstand. Allerdings wurde der Spieler dann zum Ligabetrieb wieder ausgeliehen. Er ging zum EC Bahia. Auch mit diesem konnte er international in der Copa Sudamericana 2014 antreten. In dem Wettbewerb erzielte er seinen ersten Treffer im zweiten Spiel am 5. September zum 1:1-Entstand in der 79. Minute.
2015 startete Henrique Almeida am Jahresanfang wieder für Botafogo. Dieser spielte in der Saison in der Série B. Hier betritt er nur ein Spiel und wurde dann an den Série A Klub Coritiba FC ausgeliehen. Diesen verließ er am Ende der Saison, um auch Botafogo zu verlassen. Er fand für 2016 eine neue Festanstellung bei Grêmio FBPA. Der Kontrakt erhielt eine Laufzeit über vier Jahre. Mit diesem gewann er in dem Jahr den brasilianischen Pokal.
Zur Saison 2017 wurde Almeida wieder an den Coritiba FC ausgeliehen. Zur Saison 2018 kehrte Almeida nicht zu Grêmio zurück. Er wechselte auf Leihbasis in die Türkei zu Giresunspor. Die Leihe wurde befristet bis zum Ende der Saison 2017/18 im Juni. Für Giresunspor trat er das erste Mal im Türkischen Fußballpokal an. Im Heimspiel gegen Fenerbahçe Istanbul am 31. Januar 2018 wurde er in der 70. Minute für Boubacar Dialiba eingewechselt. Sein erstes Spiel in der türkischen TFF 1. Lig bestritt Almeida in der Saison 2017/18 im Heimspiel gegen İstanbulspor am 4. Februar 2018. In dem Spiel wurde er nach der Halbzeitpause für Batuhan Altıntaş eingewe7chselt. Am 2. März 2018 traf er das erste Mal für seinen neuen Klub. Beim Heimspiel gegen Gazişehir Gaziantep FK erzielte er in der 18. Minute das Tor zum zwischenzeitlichen 2:0 (Endstand-4:1).
Nach Ende der Saison kehrte Almeida nicht wieder zurück, sondern ging im Zuge eines weiteren Leihgeschäftes nach Portugal zu Belenenses SAD. Dieses Leihgeschäft wurde auf ein Jahr befristet. Das erste Pflichtspiel für Belenenses bestritt Almeida am 19. August 2018. Im Heimspiel gegen den FC Porto am zweiten Spieltag der Saison 2018/19 in der Primeira Liga wurde er in der 66. Minute für Licá eingewechselt. Nach Abschluss der Saison kehrte Almeida nach Brasilien zurück.
Im Juli 2019 wurde er von Chapecoense als Leihgabe bis Ende des Jahres präsentiert. Nach Ende der Leihgabe wechselte Almeida Anfang 2020 fest zum Goiás EC. Bei dem Klub kam er nur zu wenigen Einsätzen und verließ diesen am Jahresende wieder. Erst im August 2021 bekam Almeida einen neuen Kontrakt. Er kehrte zu Chapecoense zurück, mit welchem er noch in der Série A 2021 antreten sollte. Der Vertrag erhielt eine Laufzeit bis Saisonende 2022. In der Liga bestritt er noch 10 Spiele (kein Tor), erreichte mit dem Klub aber nur den letzten Tabellenplatz.
Zur Saison 2022 wechselte Almeida zu América Mineiro. Der Kontrakt erhielt eine Laufzeit bis Dezember des Jahres. Mit dem Klub trat er erstmalig seit 2016 wieder international in der Copa Libertadores 2022 an (fünf Spiele, kein Tor). Nach Austragung der Staatsmeisterschaft von Minas Gerais 2023 verließ Almeida den Klub und schloss sich dem Vila Nova FC, dieser spielte lediglich in der Série B, aber er hatte wieder mehr Einsatzzeiten. Der Kontrakt erhielt eine Laufzeit bis Dezember 2024.

### Nationalmannschaft
Henrique Almeida war Mitglied der U-20-Mannschaft Brasiliens bei der U-20-Fußball-Südamerikameisterschaft 2011 sowie U-20-Fußball-Weltmeisterschaft 2011. Bei Zweitem wurde mit fünf Treffern auch Torschützenkönig.

## Erfolge
Botafogo
- Taça Guanabara: 2013, 2015
- Taça Rio: 2013
- Staatsmeisterschaft von Rio de Janeiro: 2013

Grêmio
- Copa do Brasil: 2016

Coritiba
- Staatsmeisterschaft von Paraná: 2017

## Nationalmannschaft
- U-20-Fußball-Südamerikameisterschaft: 2011
- U-20-Fußball-Weltmeisterschaft: 2011